# سن-فولژانس، کبک
سن-فولژانس (به فرانسوی: Saint-Fulgence) شهری در منطقه شهری لو افجور-دو-ساگونه ناحیه سگونه-لاک-سن-ژان در استان کبک کانادا است. در سرشماری سال ۲۰۱۱ این شهر ۱٬۹۵۹ نفر جمعیت داشته‌است و مساحت آن ۳۵۴٫۶۸ کیلومتر مربع است.